# Mike Faist
Michael David Faist est un acteur, chanteur et danseur américain, né le 5 janvier 1992 à Gahanna (Ohio).

## Biographie
Michael Faist est né le 5 janvier 1992 à Gahanna dans l’Ohio (États-Unis).

## Filmographie
Sauf indication contraire, les informations mentionnées dans cette section peuvent être confirmées par les bases de données cinématographiques  présentes dans la section « Liens externes ».

### Cinéma

#### Longs métrages
- 2012 : The Unspeakable Act (en) de Dan Sallitt : Tony
- 2015 : Les Secrets des autres (The Grief ot Others) de Patrick Wang : Gordie Joiner
- 2015 : Touched With Fire de Paul Dalio : Un patient de l'unité psychiatrique
- 2016 : Our Time de Marc Lucas : Benny
- 2017 : I Can I Will I Did de Nadine Truong : Ben
- 2017 : Active Adults de Aaron Fisher-Cohen : Un dolescent
- 2018 : Wildling (en) de Fritz Böhm : Lawrence Fowler
- 2020 : The Atlantic City Story d'Henry Butash : Arthur
- 2021 : West Side Story de Steven Spielberg : Riff
- 2022 : Pinball : The Man Who Saved the Game d'Austin et Meredith Bragg : Roger Sharpe
- 2023 : The Bikeriders de Jeff Nichols : Danny Lyon
- 2024 : Challengers de Luca Guadagnino : Art Donaldson

#### Court métrage
- 2015 : Yellow d'Alexander Hankoff et Alexander Maxwell : Skip

### Télévision

#### Séries télévisées
- 2015 : Eye Candy : Olsen
- 2017 : New York, unité spéciale (Law and Order: Special Victims Unit) : Glenn Lawrence (saison 19, épisode 5)
- 2018 : Cameron Black : l'illusionniste (Deception): Mekka
- 2021 : Panic : Dogde Mason

## Distinctions

### Récompenses
- Grammy Awards 2018 : meilleur album de comédie musicale pour Dear Evan Hansen
- Festival de Cannes 2024 : Trophée Chopard

### Nominations
- Tony Awards 2017 : meilleur second rôle masculin dans une comédie musicale pour Dear Evan Hansen
- British Academy Film Awards 2022 : meilleur acteur dans un second rôle pour West Side Story
- IFJA Awards 2022 : meilleur acteur dans un second rôle aux pour West Side Story
- National Society of Film Critics Awards 2022 : meilleur acteur dans un second rôle pour West Side Story